# Lista odcinków serialu Prawo i porządek: Zbrodniczy zamiar
Poniżej znajduje się lista odcinków serialu telewizyjnego Prawo i porządek: Zbrodniczy zamiar – emitowanego przez amerykańską stację telewizyjną  NBC od 30 września 2001 roku do 21 maja 2007 roku. Natomiast od 4 października 2007 do 26 czerwca 2011 roku emitowany przez stacje USA Network. Łącznie powstało 10 sezonów,195 odcinków W Polsce były wyemitowane wszystkie sezony przez 13 Ulica.

## Przegląd sezonów
| Sezon | Sezon | Odcinki | Premiera            | Finał            | Wydanie DVD          |
| ----- | ----- | ------- | ------------------- | ---------------- | -------------------- |
|       | 1     | 22      | 30 września 2001    | 10 maja 2002     | 21 października 2003 |
|       | 2     | 23      | 29 września 2002    | 18 maja 2003     | 12 grudnia 2006      |
|       | 3     | 21      | 28 września 2003    | 23 maja 2004     | 14 września 2004     |
|       | 4     | 23      | 26 września 2004    | 25 maja 2005     | 28 listopada 2009    |
|       | 5     | 22      | 25 września 2005    | 14 maja 2006     | 18 maja 2010         |
|       | 6     | 22      | 19 września 2006    | 21 maja 2007     | 28 czerwca 2011      |
|       | 7     | 22      | 4 października 2007 | 24 sierpnia 2008 | 26 czerwca 2012      |
|       | 8     | 16      | 19 kwietnia 2009    | 9 sierpnia 2009  | 23 października 2012 |
|       | 9     | 16      | 30 marca 2010       | 6 czerwca 2010   | 11 grudnia 2012      |
|       | 10    | 8       | 1 maja 2011         | 26 czerwca 2011  | 12 marca 2013        |

### Sezon 1 (2001-2002)
| Nr | #  | Tytuł               | Polski tytuł | Reżyseria            | Scenariusz                        | Premiera NBC         |
| -- | -- | ------------------- | ------------ | -------------------- | --------------------------------- | -------------------- |
| 1  | 1  | One                 | brak danych  | Jean de Segonzac     | Rene Balcer, Dick Wolf            | 30 września 2001     |
| 2  | 2  | Art                 | brak danych  | David Platt          | Elizabeth M. Cosin                | 7 października 2001  |
| 3  | 3  | Smothered           | brak danych  | Michael Fields       | Marlane Gomard Meyer              | 14 października 2001 |
| 4  | 4  | The Faithfu         | brak danych  | Constantine Makris   | Stephanie Sengupta                | 17 października 2001 |
| 5  | 5  | Jones               | brak danych  | Frank Prinzi         | Geoffrey Neigher, René Balcer     | 21 października 2001 |
| 6  | 6  | The Extra Man       | brak danych  | Jean de Segonzac     | Marlane Gomard Meyer              | 28 października 2001 |
| 7  | 7  | Poison              | brak danych  | Gloria Muzio         | Stephanie Sengupta                | 11 listopada 2001    |
| 8  | 8  | The Pardoner's Tale | brak danych  | Steve Shill          | Theresa Rebeck                    | 18 listopada 2001    |
| 9  | 9  | The Good Docto      | brak danych  | Constantine Makris   | Geoffrey Neigher                  | 25 listopada 2001    |
| 10 | 10 | Enemy Within        | brak danych  | John David Coles     | David Black                       | 9 grudnia 2001       |
| 11 | 11 | The Third Horseman  | brak danych  | Constantine Makris   | René Balcer                       | 6 stycznia 2002      |
| 12 | 12 | Crazy               | brak danych  | Steve Shill          | René Balcer                       | 13 stycznia 2002     |
| 13 | 13 | The Insider         | brak danych  | Jan Egleson          | Elizabeth M. Cosin                | 27 stycznia 2002     |
| 14 | 14 | Homo Homini Lupis   | brak danych  | David Platt          | René Balcer                       | 3 marca 2002         |
| 15 | 15 | Semi-Professional   | brak danych  | Gloria Muzio         | Stephanie Sengupta, René Balcer   | 10 marca 2002        |
| 16 | 16 | Phantom             | brak danych  | Juan José Campanella | Marlane Gomard Meyer, René Balcer | 17 marca 2002        |
| 17 | 17 | Seizure             | brak danych  | Michael Fields       | Hall Powell, René Balcer          | 31 marca 2002        |
| 18 | 18 | Yesterday           | brak danych  | Jean de Segonzac     | Theresa Rebeck, René Balcer       | 14 kwietnia 2002     |
| 19 | 19 | Maledictus          | brak danych  | Frank Prinzi         | Stephanie Sengupta, René Balcer   | 21 kwietnia 2002     |
| 20 | 20 | Badge               | brak danych  | Constantine Makris   | Marlane Gomard Meyer, René Balcer | 28 kwietnia 2002     |
| 21 | 21 | Faith               | brak danych  | Ed Sherin            | Theresa Rebeck, René Balcer       | 28 kwietnia 2002     |
| 22 | 22 | Tuxedo Hill         | brak danych  | Steve Shill          | René Balcer                       | 10 maja 2002         |

### Sezon 2 (2002-2003)
| Nr | #  | Tytuł                | Polski tytuł | Reżyseria                          | Scenariusz                            | Premiera NBC         |
| -- | -- | -------------------- | ------------ | ---------------------------------- | ------------------------------------- | -------------------- |
| 23 | 1  | Dead                 | brak danych  | Darnell Martin                     | René Balcer, Stephanie Sengupta       | 29 września 2002     |
| 24 | 2  | Bright Boy           | brak danych  | Frank Prinzi                       | René Balcer, Marlane Gomard Meyer     | 6 października 2002  |
| 25 | 3  | Anti-Thesis          | brak danych  | Adam Bernstein                     | René Balcer, Eric Overmyer, Dick Wolf | 13 października 2002 |
| 26 | 4  | Best Defense         | brak danych  | Gloria Muzio                       | René Balcer, Elizabeth M. Cosin       | 20 października 2002 |
| 27 | 5  | Chinoiserie          | brak danych  | David Platt                        | René Balcer, B. Mason                 | 27 października 2002 |
| 28 | 6  | Malignant            | brak danych  | Juan José Campanella, Frank Prinzi | René Balcer, Michael S. Chernuchin    | 3 listopada 2002     |
| 29 | 7  | Tomorrow             | brak danych  | Don Scardino                       | René Balcer, Stephanie Sengupta       | 10 listopada 2002    |
| 30 | 8  | The Pilgrim          | brak danych  | Darnell Martin                     | René Balcer, Marlane Gomard Meyer     | 17 listopada 2002    |
| 31 | 9  | Shandeh              | brak danych  | Steve Shill                        | René Balcer                           | 1 grudnia 2002       |
| 32 | 10 | Con-Text             | brak danych  | Alex Zakrzewski                    | René Balcer, Gerry Conway             | 5 stycznia 2003      |
| 33 | 11 | Baggage              | brak danych  | Constantine Makris                 | Theresa Rebeck, René Balcer           | 12 stycznia 2003     |
| 34 | 12 | Suite Sorrow         | brak danych  | Jean de Segonzac                   | René Balcer, Warren Leight            | 2 lutego 2003        |
| 35 | 13 | See Me               | brak danych  | Steve Shill                        | René Balcer, Jim Sterling             | 9 lutego 2003        |
| 36 | 14 | Probability          | brak danych  | Frank Prinzi                       | René Balcer, Gerry Conway             | 16 lutego 2003       |
| 37 | 15 | Monster              | brak danych  | Joyce Chopra                       | René Balcer, Marlane Gomard Meyer     | 2 marca 2003         |
| 38 | 16 | Cuba Libre           | brak danych  | Darnell Martin                     | René Balcer, Warren Leight            | 9 marca 2003         |
| 39 | 17 | Cold Comfort         | brak danych  | Constantine Makris                 | René Balcer, Stephanie Sengupta       | 30 marca 2003        |
| 40 | 18 | Legion               | brak danych  | Frank Prinzi, Steve Shill          | Theresa Rebeck, René Balcer           | 6 kwietnia 2003      |
| 41 | 19 | Cherry Red           | brak danych  | Frank Prinzi                       | René Balcer, Jim Sterling             | 27 kwietnia 2003     |
| 42 | 20 | Blink                | brak danych  | Don Scardino                       | René Balcer, Gerry Conway             | 4 maja 2003          |
| 43 | 21 | Graansha             | brak danych  | Darnell Martin                     | René Balcer, Joe Gannon               | 11 maja 2003         |
| 44 | 22 | Zoonotic             | brak danych  | Don Scardino                       | René Balcer, Warren Leight            | 18 maja 2003         |
| 45 | 23 | A Person of Interest | brak danych  | Frank Prinzi                       | René Balcer, Warren Leight            | 18 maja 2003         |

### Sezon 3 (2003-2004)
| Nr | #  | Tytuł               | Polski tytuł | Reżyseria                      | Scenariusz                        | Premiera NBC         |
| -- | -- | ------------------- | ------------ | ------------------------------ | --------------------------------- | -------------------- |
| 46 | 1  | Undaunted Mettle    | brak danych  | Steve Shill                    | René Balcer, Stephanie Sengupta   | 28 września 2003     |
| 47 | 2  | Gemini              | brak danych  | Frank Prinzi                   | René Balcer, Jim Sterling         | 5 października 2003  |
| 48 | 3  | The Gift            | brak danych  | Alex Zakrzewski                | René Balcer, Marlane Gomard Meyer | 12 października 2003 |
| 49 | 4  | But Not Forgotten   | brak danych  | Constantine Makris             | René Balcer, Gerry Conway         | 19 października 2003 |
| 50 | 5  | Pravda              | brak danych  | Alex Zakrzewski                | René Balcer, Warren Leight        | 26 października 2003 |
| 51 | 6  | Stray               | brak danych  | Frank Prinzi                   | René Balcer, Elizabeth Benjamin   | 2 listopada 2003     |
| 52 | 7  | A Murderer Among Us | brak danych  | Steve Shill                    | René Balcer & Diana Son           | 9 listopada 2003     |
| 53 | 8  | Sound Bodies        | brak danych  | Jean de Segonzac, Frank Prinzi | René Balcer                       | 16 listopada 2003    |
| 54 | 9  | Happy Family        | brak danych  | Frank Prinzi                   | René Balcer, Marlane Gomard Meyer | 23 listopada 2003    |
| 55 | 10 | F.P.S.              | brak danych  | Darnell Martin                 | René Balcer, Gerry Conway         | 4 stycznia 2004      |
| 56 | 11 | Mad Hops            | brak danych  | Christopher Swartout           | René Balcer, Jim Sterling         | 11 stycznia 2004     |
| 57 | 12 | Unrequited          |              | Jean de Segonzac               | René Balcer, Stephanie Sengupta   | 18 stycznia 2004     |
| 58 | 13 | Pas de Deux         | brak danych  | Frank Prinzi                   | René Balcer, Warren Leight        | 15 lutego 2004       |
| 59 | 14 | Mis-Labeled         | brak danych  | Joyce Chopra                   | René Balcer, Elizabeth Benjamin   | 22 lutego 2004       |
| 60 | 15 | Shrink-Wrapped      | brak danych  | Jean de Segonzac               | René Balcer, Diana Son            | 7 marca 2004         |
| 61 | 16 | The Saint           | brak danych  | Frank Prinzi                   | René Balcer, Marlane Gomard Meyer | 14 marca 2004        |
| 62 | 17 | Conscience          | brak danych  | Alex Chapple                   | René Balcer, Gerry Conway         | 28 marca 2004        |
| 63 | 18 | Ill-Bred            | brak danych  | Steve Shill                    | René Balcer, Jim Sterling         | 18 kwietnia 2004     |
| 64 | 19 | Fico di Capo        | brak danych  | Alex Zakrzewski                | René Balcer , Stephanie Sengupta  | 9 maja 2004          |
| 65 | 20 | D.A.W.              | brak danych  | Frank Prinzi                   | René Balcer, Warren Leight        | 16 maja 2004         |
| 66 | 21 | Consumed            | brak danych  | Steve Shill                    | René Balcer, Warren Leight        | 23 maja 2004         |

### Sezon 4 (2004-2005)
| Nr | #  | Tytuł                     | Polski tytuł | Reżyseria            | Scenariusz                                | Premiera NBC         |
| -- | -- | ------------------------- | ------------ | -------------------- | ----------------------------------------- | -------------------- |
| 67 | 1  | Semi-Detached             | brak danych  | Frank Prinzi         | René Balcer, Gerry Conway                 | 26 września 2004     |
| 68 | 2  | The Posthumous Collection | brak danych  | Jean de Segonzac     | René Balcer, Marlane Gomard Meyer         | 3 października 2004  |
| 69 | 3  | Want                      | brak danych  | Frank Prinzi         | René Balcer, Elizabeth Benjamin           | 10 października 2004 |
| 70 | 4  | Great Barrier             |              | Frank Prinzi         | René Balcer, Diana Son                    | 17 października 2004 |
| 71 | 5  | Eosphoros                 | brak danych  | Alex Zakrzewski      | René Balcer, Stephanie Sengupta           | 24 października 2004 |
| 72 | 6  | In the Dark               | brak danych  | Alex Chapple         | René Balcer, Jim Sterling                 | 31 października 2004 |
| 73 | 7  | Magnificat                | brak danych  | Frank Prinzi         | René Balcer, Diana Son                    | 7 listopada 2004     |
| 74 | 8  | Silver Lining             | brak danych  | Kevin Dowling        | René Balcer, Marlane Gomard Meyer         | 14 listopada 2004    |
| 75 | 9  | Inert Dwarf               | brak danych  | Alex Chapple         | René Balcer, Warren Leight                | 21 listopada 2004    |
| 76 | 10 | View from up Here         | brak danych  | Alex Chapple         | René Balcer, Jim Sterling                 | 2 stycznia 2005      |
| 77 | 11 | Gone                      | brak danych  | Christopher Swartout | René Balcer, Stephanie Sengupta           | 9 stycznia 2005      |
| 78 | 12 | Collective                | brak danych  | Frank Prinzi         | René Balcer, Gerry Conway                 | 30 stycznia 2005     |
| 79 | 13 | Stress Position           | brak danych  | Frank Prinzi         | René Balcer, Warren Leight, Charlie Rubin | 13 lutego 2005       |
| 80 | 14 | Sex Club                  | brak danych  | Alex Chapple         | René Balcer, Elizabeth Benjamin           | 20 lutego 2005       |
| 81 | 15 | Death Roe                 | brak danych  | Rick Wallace         | René Balcer, Warren Leight                | 13 marca 2005        |
| 82 | 16 | Ex Stasis                 | brak danych  | Bill L. Norton       | René Balcer, Diana Son                    | 20 marca 2005        |
| 83 | 17 | Shibboleth                | brak danych  | Darnell Martin       | René Balcer, Stephanie Sengupta           | 27 marca 2005        |
| 84 | 18 | The Good Child            | brak danych  | Jean de Segonzac     | René Balcer, Marlane Gomard Meyer         | 3 kwietnia 2005      |
| 85 | 19 | Beast                     | brak danych  | Frank Prinzi         | René Balcer, Gina Gionfriddo              | 10 kwietnia 2005     |
| 86 | 20 | No Exit                   | brak danych  | Jean de Segonzac     | René Balcer, Gerry Conway                 | 1 maja 2005          |
| 87 | 21 | The Unblinking Eye        | brak danych  | Frank Prinzi         | René Balcer, Jim Sterling                 | 8 maja 2005          |
| 88 | 22 | My Good Name              | brak danych  | Alex Zakrzewski      | René Balcer , Warren Leight               | 15 maja 2005         |
| 89 | 23 | False-Hearted Judges      | brak danych  | Jean de Segonzac     | René Balcer, Diana Son                    | 25 maja 2005         |

### Sezon 5 (2005-2006)
| Nr  | #  | Tytuł                           | Polski tytuł           | Reżyseria            | Scenariusz                                | Premiera NBC         |
| --- | -- | ------------------------------- | ---------------------- | -------------------- | ----------------------------------------- | -------------------- |
| 90  | 1  | Grow                            | Kulisy morderstwa      | Frank Prinzi         | Marlane Gomard Meyer, René Balcer         | 25 września 2005     |
| 91  | 2  | Diamond Dogs                    | Diamentowe psy         | Norberto Barba       | Warren Leight, Charlie Rubin, René Balcer | 2 października 2005  |
| 92  | 3  | Prisoner                        | Więzień                | Rick Wallace         | Gina Gionfriddo, René Balcer              | 9 października 2005  |
| 93  | 4  | Unchained                       | Z pozoru bez związku   | Alex Zakrzewski      | Stephanie Sengupta, René Balcer           | 16 października 2005 |
| 94  | 5  | Acts of Contrition              | Akt skruchy            | Frank Prinzi         | Warren Leight, René Balcer                | 23 października 2005 |
| 95  | 6  | In the Wee Small Hours (Part 1) |                        | Jean de Segonzac     | Stephanie Sengupta, René Balcer           | 6 listopada 2005     |
| 96  | 7  | In the Wee Small Hours (Part 2) |                        | Jean de Segonzac     | Stephanie Sengupta, René Balcer           | 6 listopada 2005     |
| 97  | 8  | Saving Face                     | Zachować twarz         | Rick Wallace         | Gerry Conway, René Balcer                 | 27 listopada 2005    |
| 98  | 9  | Scared Crazy                    | Śmiertelnie przerażony | Marisol Torres       | Diana Son, René Balcer                    | 4 grudnia 2005       |
| 99  | 10 | Dollhouse                       | Domek dla lalek        | Frank Prinzi         | Gina Gionfriddo, René Balcer              | 8 stycznia 2006      |
| 100 | 11 | Slither                         | Poślizg                | Bill L. Norton       | Marlane Gomard Meyer, René Balcer         | 15 stycznia 2006     |
| 101 | 12 | Watch                           | Zegarek                | Alex Chapple         | Charlie Rubin, René Balcer                | 22 stycznia 2006     |
| 102 | 13 | Proud Flesh                     | Więzy krwi             | Frank Prinzi         | Warren Leight, René Balcer                | 12 marca 2006        |
| 103 | 14 | Wasichu                         | Wasichu                | Christopher Swartout | Diana Son, René Balcer                    | 19 marca 2006        |
| 104 | 15 | Wrongful Life                   | Bezprawna decyzja      | Darnell Martin       | Gerry Conway, René Balcer                 | 26 marca 2006        |
| 105 | 16 | Dramma Giocoso                  | Dramma Giocoso         | John David Coles     | Stephanie Sengupta, René Balcer           | 9 kwietnia 2006      |
| 106 | 17 | Vacancy                         | Wakat                  | Jean de Segonzac     | Gina Gionfriddo, René Balcer              | 16 kwietnia 2006     |
| 107 | 18 | The Healer                      | Uzdrowiciel            | Frank Prinzi         | Marlane Gomard Meyer, René Balcer         | 23 kwietnia 2006     |
| 108 | 19 | Cruise to Nowhere               | Rejs donikąd           | Marisol Torres       | Warren Leight, René Balcer                | 30 kwietnia 2006     |
| 109 | 20 | To the Bone                     | Aż do kości            | Jean de Segonzac     | Warren Leight, Charlie Rubin, René Balcer | 7 maja 2006          |
| 110 | 21 | On Fire                         | W ogniu                | Frank Prinzi         | Diana Son, René Balcer                    | 14 maja 2006         |
| 111 | 22 | The Good                        | Sprawiedliwi           | Christopher Swartout | Gerry Conway, René Balcer                 | 14 maja 2006         |

### Sezon 6 (2006-2007)
| Nr  | #  | Tytuł             | Polski tytuł        | Reżyseria                          | Scenariusz                                            | Premiera NBC         |
| --- | -- | ----------------- | ------------------- | ---------------------------------- | ----------------------------------------------------- | -------------------- |
| 112 | 1  | Blind Spot        | Martwy punkt        | Norberto Barba                     | Charlie Rubin, Warren Leight                          | 19 września 2006     |
| 113 | 2  | Tru Love          | Prawdziwa miłość    | Norberto Barba                     | Diana Son, Warren Leight                              | 26 września 2006     |
| 114 | 3  | Siren Call        | Syreni śpiew        | Frank Prinzi                       | Julie Martin, Warren Leight                           | 3 października 2006  |
| 115 | 4  | Maltese Cross     | Krzyż maltański     | Jim McKay                          | Jacquelyn Reingold                                    | 10 października 2006 |
| 116 | 5  | Bedfellows        | Wspólne łoże        | Frank Prinzi                       | Julie Martin, Stephanie Sengupta, Warren Leight       | 17 października 2006 |
| 117 | 6  | Masquerade        | Maskarada           | Christine Moore                    | Gina Gionfriddo, Warren Leight                        | 31 października 2006 |
| 118 | 7  | Country Crossover | Na rozstajach       | Bill L. Norton                     | Gina Gionfriddo, Warren Leight                        | 7 listopada 2006     |
| 119 | 8  | The War at Home   | Wojna domowa        | Darnell Martin                     | Julie Martin, Diana Son, Warren Leight                | 14 listopada 2006    |
| 120 | 9  | Blasters          | Blasters            | Constantine Makris                 | Charlie Rubin, Warren Leight                          | 21 listopada 2006    |
| 121 | 10 | Weeping Willow    | Wierzba płacząca    | Tom DiCillo                        | Stephanie Sengupta, Warren Leight                     | 28 listopada 2006    |
| 122 | 11 | World's Fair      | Sprawiedliwość      | Steve Shill                        | Julie Martin, Jacquelyn Rheingold, Warren Leight      | 2 stycznia 2007      |
| 123 | 12 | Privilege         | Przywilej           | Jean de Segonzac                   | Warren Leight, Julie Martin, Siobhan Byrne O'Connor   | 9 stycznia 2007      |
| 124 | 13 | Albatross         | Albatros            | Frank Prinzi                       | Marsha Norman, Warren Leight                          | 6 lutego 2007        |
| 125 | 14 | Flipped           | Śmierć rapera       | Jim McKay                          | Charles Kipps, Warren Leight                          | 13 lutego 2007       |
| 126 | 15 | Brother's Keeper  | Opiekun brata       | Ken Girotti                        | Marsha Norman, Warren Leight                          | 20 lutego 2007       |
| 127 | 16 | 30                | 30                  | Andrei Belgrader, Jean de Segonzac | Charlie Rubin Warren Leight                           | 27 lutego 2007       |
| 128 | 17 | Players           | Gracze              | Tom DiCillo                        | Peter Blauner, Warren Leight                          | 27 marca 2007        |
| 129 | 18 | Silencer          | W świecie ciszy     | Dean White                         | Marygrace O'Shea, Warren Leight                       | 3 kwietnia 2007      |
| 130 | 19 | Rocket Man        | Kosmonauta          | Michael Smith                      | Julie Martin, Siobhan Bryne O'Connor, Warren Leight   | 1 maja 2007          |
| 131 | 20 | Bombshell         | Sensacyjne odkrycie | Darnell Martin                     | Brant Englestein, Julie Martin, Warren Leight         | 8 maja 2007          |
| 132 | 21 | Endgame           | Końcówka            | Jean de Segonzac                   | Kate Rorick, Julie Martin, Warren Leight, Kate Rorick | 14 maja 2007         |
| 133 | 22 | Renewal           | Śmierć policjanta   | Norberto Barba                     | Jacquelyn Reingold, Warren Leight                     | 21 maja 2007         |

### Sezon 7 (2007-2008)
| Nr  | #  | Tytuł                                                                                 | Polski tytuł                                    | Reżyseria          | Scenariusz                                                             | Premiera NBC         |
| --- | -- | ------------------------------------------------------------------------------------- | ----------------------------------------------- | ------------------ | ---------------------------------------------------------------------- | -------------------- |
| 134 | 1  | Amends                                                                                | Rekompensata                                    | Jesús S. Trevino   | Warren Leight, Siobhan Byrne O'Connor                                  | 4 października 2007  |
| 135 | 2  | Seeds                                                                                 | Potomstwo                                       | Jean de Segonzac   | Warren Leight, Peter Blauner                                           | 11 października 2007 |
| 136 | 3  | Smile                                                                                 | Uśmiech                                         | Michael Smith      | Warren Leight, Charlie Rubin                                           | 18 października 2007 |
| 137 | 4  | Lonelyville                                                                           | Samotność                                       | Constantine Makris | Warren Leight, Julie Martin, Jacquelyn Reingold                        | 25 października 2007 |
| 138 | 5  | Depths                                                                                | Z morskich głębin                               | Norberto Barba     | Warren Leight, Julie Martin, Diana Son                                 | 1 listopada 2007     |
| 139 | 6  | Courtship                                                                             | Zaloty                                          | Jean de Segonzac   | Warren Leight, Julie Martin                                            | 8 listopada 2007     |
| 140 | 7  | Self-Made                                                                             | Własna praca                                    | Ken Girotti        | Warren Leight, Jerome Hairston                                         | 15 listopada 2007    |
| 141 | 8  | Offense                                                                               | Przestępstwo                                    | Tom DiCillo        | Julie Martin, Kate Rorick                                              | 29 listopada 2007    |
| 142 | 9  | Untethered                                                                            | Na uwięzi                                       | Ken Girotti        | Warren Leight, Charlie Rubin, Diana Son                                | 6 grudnia 2007       |
| 143 | 10 | Senseless                                                                             | Bezsensowna zbrodnia                            | Jean de Segonzac   | Julie Martin, Siobhan Byrne O'Connor, Warren Leight                    | 13 grudnia 2007      |
| 144 | 11 | Purgatory                                                                             | Czyściec                                        | Jesús S. Trevino   | Warren Leight, Siobhan Byrne O'Connor                                  | 8 czerwca 2008       |
| 145 | 12 | Contract                                                                              | Kontrakt                                        | Jonathan Herron    | Warren Leight, Peter Blauner                                           | 15 czerwca 2008      |
| 146 | 13 | Betrayed                                                                              | Zdrada                                          | Michael Smith      | Diana Son, Marygrace O'Shea, Warren Leight, Charlie Rubin              | 22 czerwca 2008      |
| 147 | 14 | Assassin                                                                              | Zamachowiec                                     | Norberto Barba     | Eric Overmyer, Warren Leight, Julie Martin                             | 29 czerwca 2008      |
| 148 | 15 | Please Note We Are No Longer Accepting Letters of Recommendation from Henry Kissinger | Nie uznajemy referencji od Henry'ego Kissingera | Kevin Bray         | Warren Leight, Marygrace O'Shea                                        | 6 lipca 2008         |
| 149 | 16 | Reunion                                                                               | Spotkanie po latach                             | Jean de Segonzac   | Warren Leight, Jacquelyn Reingold                                      | 13 lipca 2008        |
| 150 | 17 | Vanishing Act                                                                         | Zniknięcie                                      | Peter Werner       | Warren Leight, Jerome Hairston                                         | 20 lipca 2008        |
| 151 | 18 | Ten Count                                                                             | Nokaut                                          | Alex Chapple       | Warren Leight, Julie Martin                                            | 27 lipca 2008        |
| 152 | 19 | Legacy                                                                                | Dziedzictwo                                     | Betty Kaplan       | Alan Kingsberg, Kate Rorick Story by: Warren Leight                    | 3 sierpnia 2008      |
| 153 | 20 | Neighborhood Watch                                                                    | Straż sąsiedzka                                 | Kevin Bray         | Warren Leight, Eric Overmyer                                           | 10 sierpnia 2008     |
| 154 | 21 | Last Rites                                                                            | Bogini zemsty                                   | Tom DiCillo        | Siobhan Byrne O'Connor, Marygrace O'Shea, Warren Leight, Peter Blauner | 17 sierpnia 2008     |
| 155 | 22 | Frame                                                                                 | Ostatnie namaszczenie                           | Norberto Barba     | Julie Martin, Kate Rorick, Warren Leight                               | 24 sierpnia 2008     |

### Sezon 8 (2009)
| Nr  | #  | Tytuł                          | Polski tytuł        | Reżyseria        | Scenariusz                                      | Premiera NBC     |
| --- | -- | ------------------------------ | ------------------- | ---------------- | ----------------------------------------------- | ---------------- |
| 156 | 1  | Playing Dead                   | Zabawa w trupa      | Michael Smith    | Antoinette Stella                               | 19 kwietnia 2009 |
| 157 | 2  | Rock Star                      | Gwiazda rocka       | Bill D'Elia      | Ed Zuckerman                                    | 26 kwietnia 2009 |
| 158 | 3  | Identity Crisis                | Kryzys tożsamości   | Michael Smith    | Pamela Wechsler                                 | 3 maja 2009      |
| 159 | 4  | In Treatment                   | Spadek na giełdzie  | Jean de Segonzac |                                                 | 10 maja 2009     |
| 160 | 5  | Faithfully                     | Wierny pastor       | Jean de Segonzac | Antoinette Stella                               | 17 maja 2009     |
| 161 | 6  | Astoria Helen                  | Astoria Helen       | Norberto Barba   | Timothy J. Lea                                  | 31 maja 2009     |
| 162 | 7  | Folie a Deux                   | Folie a Deux        | David Manson     | Michael S. Chernuchin                           | 7 czerwca 2009   |
| 163 | 8  | The Glory That Was...          | Sława i chwała      | Norberto Barba   | Robert Nathan                                   | 14 czerwca 2009  |
| 164 | 9  | Family Values                  | Rodzinne wartości   | Jean de Segonzac | Walon Green, Antoinette Stella                  | 21 czerwca 2009  |
| 165 | 10 | Salome in Manhattan"- "Salome" | Salome z Manhattanu | Steve Shill      | Andrew Lipsitz                                  | 28 czerwca 2009  |
| 166 | 11 | Lady's Man                     | Kobieciarz          | Ken Girotti      | Michael S. Chernuchin                           | 28 czerwca 2009  |
| 167 | 12 | Passion                        | Pasja               | Jonathan Herron  | Michael S. Chernuchin                           | 12 lipca 2009    |
| 168 | 13 | All In                         | Strzał pokerzysty   | David Manson     | Pamela Wechsler, Antoinette Stella, Walon Green | 19 lipca 2009    |
| 169 | 14 | Major Case                     | Poważna sprawa      | Chris Zalla      | Andrew Lipsitz                                  | 26 lipca 2009    |
| 170 | 15 | Alpha Dog                      | Samiec              | Norberto Barba   | Walon Green                                     | 2 sierpnia 2009  |
| 171 | 16 | Revolution                     | Rewolucja           | John David Coles | Michael S. Chernuchin                           | 9 sierpnia 2009  |

### Sezon 9 (2010-2011)
| Nr  | #  | Tytuł                        | Polski tytuł           | Reżyseria        | Scenariusz                       | Premiera NBC     |
| --- | -- | ---------------------------- | ---------------------- | ---------------- | -------------------------------- | ---------------- |
| 172 | 1  | Loyalty (Part 1) - Puntland  | Lojalność - cz. 1      | Jean de Segonzac | Walon Green                      | 30 marca 2010    |
| 173 | 2  | Loyalty (Part 2) - Artifice  | Lojalność - cz. 2      | Jean de Segonzac | Barbara Hall                     | 6 kwietnia 2010  |
| 174 | 3  | Broad Channel                | Broad Channel          | Omar Madha       | Mark Malone                      | 13 kwietnia 2010 |
| 175 | 4  | Delicate                     | Delikatna i wrażliwa   | Tom DiCillo      | Nicole Mirante-Matthews          | 20 kwietnia 2010 |
| 176 | 5  | Gods & Insects               | Bogowie i owady        | Jonathan Herron  | Ted Sullivan                     | 27 kwietnia 2010 |
| 177 | 6  | Abel & Willing               | Szalone eksperymenty   | Kevin Bray       | Michael Angeli                   | 4 maja 2010      |
| 178 | 7  | Love Sick                    | Chory z miłości        | Jim Hayman       | Nicole Mirante-Matthews          | 11 maja 2010     |
| 179 | 8  | Love on Ice                  | Krucha miłość          | Ken Girotti      | David Klass, James Sadwith       | 18 maja 2010     |
| 180 | 9  | Traffic                      | Gromada podejrzanych   | Chris Zalla      | Antoniette Stella                | 25 maja 2010     |
| 181 | 10 | Disciple                     | Uczeń                  | Christine Moore  | Walon Green, Michael Angeli      | 1 czerwca 2010   |
| 182 | 11 | Lost Children of the Blood   | Kult nieśmiertelnych   | John David Coles | Christine Bailey                 | 8 czerwca 2010   |
| 183 | 12 | True Legacy                  | Rodzina ponad wszystko | Yon Motskin      | Antoinette Stella                | 15 czerwca 2010  |
| 184 | 13 | The Mobster Will See You Now | Pod okiem mafii        | Jean de Segonzac | Michael Angeli                   | 22 czerwca 2010  |
| 185 | 14 | Palimpsest                   | Palimpsest             | Darnell Martin   | Mark Malone                      | 29 czerwca 2010  |
| 186 | 15 | Inhumane Society             | Okrutne społeczeństwo  | Michael Smith    | Courtney Parker, Geoffrey Thorne | 6 lipca 2010     |
| 187 | 16 | Three-In-One                 | Trzy w jednym          | Arthur W. Forney | Walon Green David Klass          | 6 lipca 2010     |

### Sezon 10 (2011)
| Nr  | # | Tytuł                           | Polski tytuł                  | Reżyseria        | Scenariusz                          | Premiera NBC    |
| --- | - | ------------------------------- | ----------------------------- | ---------------- | ----------------------------------- | --------------- |
| 188 | 1 | Rispetto                        | Poszanowanie                  | Jean de Segonzac | Rick Eid                            | 1 maja 2011     |
| 189 | 2 | The Consoler                    | Duch Święty                   | Michael Smith    | Chris Brancato                      | 8 maja 2011     |
| 190 | 3 | Boots on the Ground             | Twardo stąpać po ziemi        | Jean de Segonzac | Marlane Gomard Meyer, Paul Eckstein | 15 maja 2011    |
| 191 | 4 | The Last Street in Manhattan    | Ostatnia ulica na Manhattanie | Jean de Segonzac | Rick Eid                            | 22 maja 2011    |
| 192 | 5 | Trophy Wine                     | Wino na pamiątkę              | Michael Smith    | Warren Leight                       | 5 czerwca 2011  |
| 193 | 6 | Cadaver                         | Nieboszczyk                   | Frank Prinzi     | Julie Martin                        | 12 czerwca 2011 |
| 194 | 7 | Icarus                          | Ikar                          | Frank Prinzi     | Julie Martin                        | 19 czerwca 2011 |
| 195 | 8 | To the Boy in the Blue Knit Cap | Chłopiec w niebieskiej czapce | Jean de Segonzac | Julie Martin, Chris Brancato        | 26 czerwca 2011 |